# Joseph Fielding Smith
Joseph Fielding Smith (ur. 19 lipca 1876 w Salt Lake City, zm. 2 lipca 1972 tamże) – amerykański przywódca religijny, historyk i teolog.

## Życiorys
Urodził się w Salt Lake City, stolicy ówczesnego Terytorium Utah, jako syn Josepha F. Smitha i jednej z jego żon, Juliny Lambson Smith. Ochrzczony i konfirmowany przez ojca 19 lipca 1884, wówczas też otrzymał swój pierwszy egzemplarz Księgi Mormona. Dorastał w rodzinnym gospodarstwie rolnym w Taylorsville w hrabstwie Salt Lake. Jego życie wcześnie splotło się z historią Kościoła, którego był członkiem, w 1893 znalazł się wśród naocznych świadków poświęcenia największej świątyni mormońskiej, mianowicie świątyni w Salt Lake City. W 1895 podjął pracę w Zion’s Cooperative Mercantile Institution (ZCMI). Rok później został wyświęcony w kapłaństwie Melchidezeka (jako starszy), otrzymał również swoje błogosławieństwo patriarchalne. Służbę misjonarską, tradycyjną część życiorysu młodych mężczyzn w ówczesnej kulturze mormońskiej, odbył w Anglii między 1899 a 1901.
Krótko po powrocie do kraju został zatrudniony w biurze oficjalnego historyka Kościoła. Podczas kościelnej konferencji generalnej z kwietnia 1906 poparty jako zastępca kościelnego historyka, zajmował to stanowisko do marca 1921. Jego związki z badaniami dziejów macierzystej wspólnoty religijnej były niezwykle silne, Smith natomiast przez blisko pół wieku piastował stanowisko oficjalnego mormońskiego historyka, od marca 1921 aż do 1970. Znany również z zamiłowania do badań genealogicznych, dyscypliny naukowej o szczególnym znaczeniu dla świętych w dniach ostatnich, był długoletnim przewodniczącym Towarzystwa Genealogicznego Utah (1934-1961). Podkreślał wagę pracy świątynnej, posługiwał w prezydium świątyni w Salt Lake (1919-1935), później (1945-1949) był również prezydentem tego kluczowego dla mormonizmu obiektu.
W kwietniu 1910 został wyświęcony na apostoła i włączony do Kworum Dwunastu Apostołów. Wzbudziło to pewne kontrowersje i spotkało się z oskarżeniami o nepotyzm, bowiem prezydentem Kościoła był wówczas ojciec Smitha. Zasiadał w tym gremium dłużej niż jakikolwiek inny apostoł w historii Kościoła. Przeżył jednocześnie piętnastu mężczyzn wyświęconych na apostołów po nim. W październiku 1950 poparty jako tymczasowy przewodniczący Kworum Dwunastu Apostołów, 9 kwietnia 1951 natomiast już jako jego stały przewodniczący. Dodatkowo, 29 października 1965 zasiadł w Pierwszym Prezydium, jako dodatkowy doradca ówczesnego przywódcy Kościoła.
Pomimo zaawansowanego wieku wyświęcony na prezydenta 23 stycznia 1970, zastąpił zmarłego pięć dni wcześniej Davida O. McKaya. Przejęcie przez niego rządów w prasie mormońskiej postrzegano jako pomost między współczesnością a początkami Kościoła. Relatywnie krótka, dwuipółletnia prezydentura Smitha przyniosła znaczącą intensyfikację pracy misyjnej, reorganizację systemu szkół niedzielnych oraz konsolidację oficjalnych mormońskich publikacji prasowych. Poświęcono jednocześnie w tym czasie świątynie w Provo i w Ogden, dokonano także pewnych zmian w systemie komunikacji wewnętrznej użytkowanym przez Kościół. W czasie swojej prezydentury Smith odbył podróże zagraniczne do Meksyku (1970) i Wielkiej Brytanii (1971). Zalecił również (1970), by wierni przeznaczyli poniedziałkowe wieczory na spotkania w gronie rodzinnym.
Uznawany za specjalistę w zakresie mormońskiej teologii. Był autorem kilkudziesięciu książek poświęconych tak historii, jak i doktrynie Kościoła. Wśród prac jego autorstwa wymienić można choćby Essentials in Church History, wydaną po raz pierwszy w 1922 i wielokrotnie następnie wznawianą. Spod jego pióra wyszła także Teachings of the Prophet Joseph Smith (1938), prawdopodobnie najczęściej cytowana pozycja w mormońskiej literaturze. Był skrybą odpowiedzialnym za zapisanie relacji z wizji o odkupieniu umarłych, której doświadczyć miał prezydent Joseph F. Smith w 1918. Zapis ten, uznany później za kanoniczny, został włączony do Nauk i Przymierzy, jako ostatni, 138. rozdział tej księgi.
Trzykrotnie żonaty, doczekał się jedenaściorga dzieci. Wywodził się z rodziny kluczowej dla historii i teologii ruchu świętych w dniach ostatnich. Jego ojciec kierował Kościołem między 1901 a 1918. Jego dziadek natomiast, Hyrum Smith, był drugim patriarchą Kościoła i jednocześnie starszym bratem Josepha Smitha, pierwszego mormońskiego przywódcy oraz twórcy tej tradycji religijnej.
Jedna z jego córek, Amelia, poślubiła Bruce’a R. McConkiego, autora szeregu opracowań poświęconych mormońskiej doktrynie oraz członka Kworum Dwunastu Apostołów (1972-1985).
Zmarł w rodzinnym mieście w lipcu 1972, tam też został pochowany.
Otrzymał doktorat honorowy Uniwersytetu Brighama Younga (1951). Od 1966 jego imię nosi zbiór książek i materiałów dotyczących historii Kościoła przechowywanych na tej samej uczelni.